# Supermarine Attacker
Supermarine Attacker là một loại máy bay tiêm kích phản lực hải quân một chỗ, được chế tạo bởi hãng Supermarine cho Binh chủng Không quân Hải quân Hoàng gia Anh (FAA) thuộc Hải quân Hoàng gia Anh. Đây là loại máy bay tiêm kích phản lực đầu tiên của FAA.

## Thiết kế và phát triển
Attacker được phát triển từ một dự án tiêm kích phản lực của Không quân Hoàng gia (RAF), dưới đặc tả kỹ thuật E.10 của Bộ không quân năm 1944 (E là từ viết tắt của 'thử nghiệm'). Thiết kế của Attacker sử dụng cánh thẳng dòng chảy tầng của Supermarine Spiteful, một loại tiêm kích động cơ piston dự định để thay thế cho Supermarine Spitfire, thiết kế ban đầu của Attacker được gọi là "Jet Spiteful". Dự án có mục đích cung cấp một loại tiêm kích tạm thời cho RAF trong khi loại máy bay khác là Gloster E.1/44 sử dụng động cơ Nene cũng đang được phát triển. Một đơn đặt hàng cho 3 mẫu thử đã được ký vào ngày 30/8/1944, đơn đặt hàng thứ hai và thứ ba là cho hải quân. Một đơn đặt hàng cho thêm 24 chiếc tiền sản xuất, trong đó 6 chiếc cho RAF và 18 chiếc còn lại cho Không quân Hải quân đã được ký vào ngày 7/7/1945.
Việc xử lý các vấn đề với nguyên mẫu Spiteful đã làm trì hoãn tiến độ trên phiên bản lắp động cơ phản lực, dẫn tới đơn đặt hàng 24 chiếc tiền sản xuất bị ngừng lại, dù công việc trên 3 mẫu thử vẫn được tiếp tục. Không quân Hải quân đã quay ra mua 18 chiếc de Havilland Vampire Mk 20, nhằm đạt được kinh nghiệm vận hành máy bay timee kích. RAF từ chối cả hai mẫu thiết kế vì các thiết kế này không mang lại lợi thế vận hành có thể quan sát được so với loại Gloster Meteor và de Havilland Vampire, đây là hai loại tiêm kích phản lực đầu tiên của RAF. Supermarine đã đưa ra một phiên bản hải quân của dự án cho Bộ hải quân. Mẫu thử Type 392 có số thứ tự TS409 phiên bản mặt đất bay thử lần đầu ngày 27/7/1946 do phi công thử nghiệm Jeffrey Quill điều khiển.
Attacker có một số thiếu sót khiến nó nhanh chóng bị thay thế. Đầu tiên là máy bay vẫn giữ lại bánh đáp ở đuôi có từ Spiteful (do chừng mực của việc trang bị lại được yêu cầu làm thay đổi cánh của Spiteful), mà không phải là bánh đáp ở mũi, vì vậy những chiếc Attacker khó hạ cánh hơn trên tàu sân bay. Độ cao đuôi cũng bằng Spireful, điều này có nghĩa khi máy bay hoạt động ở các sân bay cỏ, ống xả phản lực tạo ra một đường rạch dài trên mặt đất mà "3 người cũng có thể nằm vừa".
Mẫu thử hải quân đầu tiên có tên mã Type 398 TS413 bay ngày 17/6/1947, do phi công thử nghiệm Mike Lithgow điều khiển, chuyến bay này diễn ra sau chuyến bay đầu tiên của Meteor 3 năm. Đơn đặt hàng cho FAA được ký vào tháng 11/1949. Sản phẩm đầu tiên là phiên bản F 1 vào năm 1950, đưa vào trang bị của FAA tháng 8/1951 thuộc Phi đội Hải quân 800. Vũ khí của F 1 gồm 4 khẩu pháo 20 mm (.79 in) Hispano Mk V, 125 viên đạn mỗi khẩu. Nó được trang bị một động cơ phản lực Rolls-Royce Nene Mk 101.

## Lịch sử hoạt động

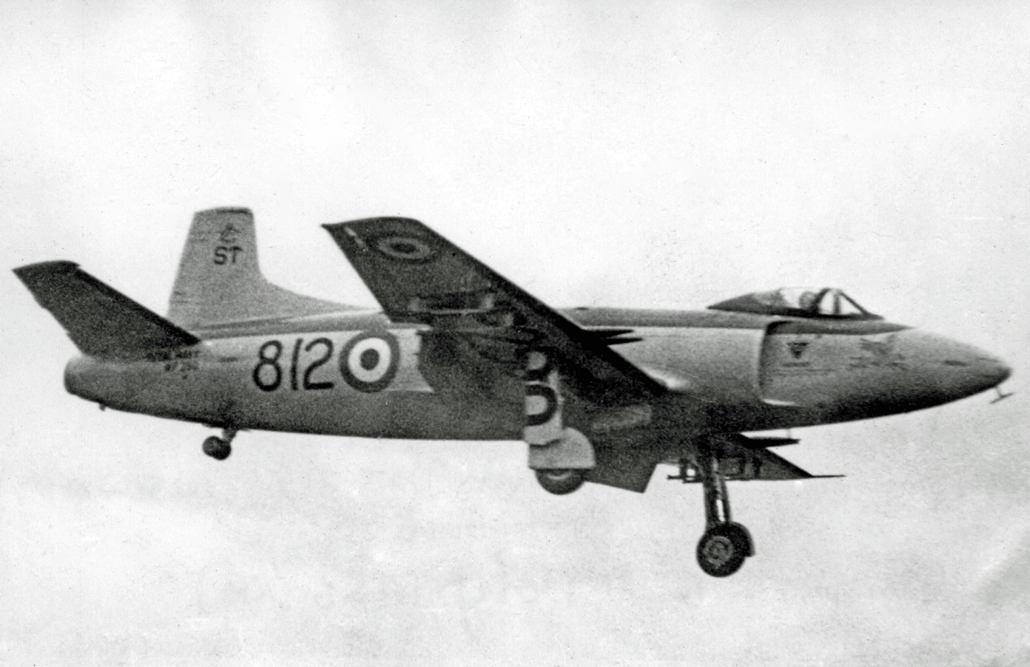
Attacker FB.2 thuộc Phi đội 1831 RNVR chuẩn bị hạ cánh tại RNAS Stretton năm 1956

Attacker chỉ có một sự nghiệp ngắn ngủi trong biên chế của Không quân Hải quân Hoàng gia, không tham gia bất cứ hoạt động tác chiến nào của FAA, nó được rút hỏi biên chế các đơn vị ở tuyến đầu vào năm 1954. Nó vẫn còn hoạt động trong biên chế của Lực lượng Dự bị Hải quân Hoàng gia (RNVR) một thời gian ngắn cho đến khi ngừng hoạt động vào đầu năm 1957. Attacker thuộc các phi đội ở tiền tuyến bị thay thế bằng loại Hawker Sea Hawk và de Havilland Sea Venom hiện đại hơn. Trong giai đoạn 1952 và 1953, 36 chiếc Attacker đã phục vụ trong biên chế của Không quân Pakistan (PAF) trước khi nghỉ hưu vào thập niên 1960.

## Biến thể

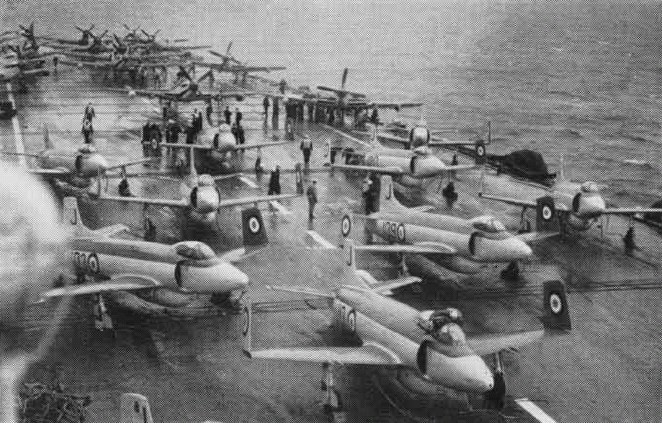
Attacker FB.2 trên boong tàu HMS Eagle (R05) năm 1952/1953

Có thêm 2 biến thể của Supermarine Attacker đã được chế tạo cho FAA. Đó là FB 1, một biến thể tiêm kích-bom, chỉ có một số khác biệt so với F 1. Biến thể cuối cùng của Attacker là FB 2, trang bị động cơ Rolls-Royce Nene mới và được sửa đổi cấu trúc. Supermarine Attacker sau khi sửa đổi có 8 giá treo dưới cánh, có thể mang 2 quả bom 1,000 lb (454 kg) hoặc 8 đạn phản lực không điều khiển.
Type 392
Nguyên mẫu phiên bản mặt đất theo đặc tả kỹ thuật E.10/44, có 3 mẫu thử được đặt sản xuất đến 30/8/1944, 1 chiếc được chế tạo và bay ngày 27/7/1946.
Type 398
Nguyên mẫu phiên bản hải quân đưa ra vào ngày 30/8/1944, 1 chiếc được chế tạo và bay lần đầu ngày 17/6/1947.
Type 513
Nguyên mẫu phiên bản hải quân thứ hai theo đặc tả kỹ thuật E.1/45 đưa ra 30/8/1943, 1 chiếc được chế tạo và bay lần đầu ngày 24/1/4950.
Type 398 Attacker F 1
Phiên bản thành phẩm trang bị động cơ Nene 3, 63 chiếc được đặt mua ngày 29/10/1948 và chế tạo tại South Marston, 50 chiếc là F1, 2 chiếc bị hủy bỏ và 11 chiếc cuối cùng là FB1. Chuyến bay đầu tiên của F1 vào ngày 4/4/1950.
Attacker FB1
11 chiếc F 1 cuối cùng được chế tạo theo chuẩn FB 1, cộng với 1 chiếc mau bổ sung vào 27/3/1951 để thay thế một chiếc bị phá hủy trong một chuyến bay thử nghiệm. FB1 được sửa đổi từ thiết kế gốc cho phép nó mang đạn phản lực và bom dưới cánh.
Attacker FB2
Biến thể tiêm kích-bom nâng cấp trang bị động cơ Nene 102, 24 được đặt mua vào 21/11/1950, 30 được đặt mua vào 16/2/1951 và thêm 30 chiếc nữa đặt mua vào 7/9/1951, tổng cộng có 84 chiếc được chế tạo tại South Marston.
Type 538 Attacker
Biến thể mặt đất trang bị động cơ Nene 4 cho Không quân Pakistan, 36 chiếc được chế tạo, giao hàng năm 1953.

## Quốc gia sử dụng
Pakistan
- Không quân Pakistan, 36 chiếc.
  - Phi đội số 11 Mũi tên [13]

 Anh Quốc
- Binh chủng Không quân Hải quân Hoàng gia Anh, 146 chiếc.
  - 736 NAS (Phi đội huấn luyện)
  - 800 NAS
  - 803 NAS
  - 890 NAS
- Lực lượng Dự bị Hải quân Hoàng gia
  - Phi đội 1831 RNVR

## Sự cố và tai nạn

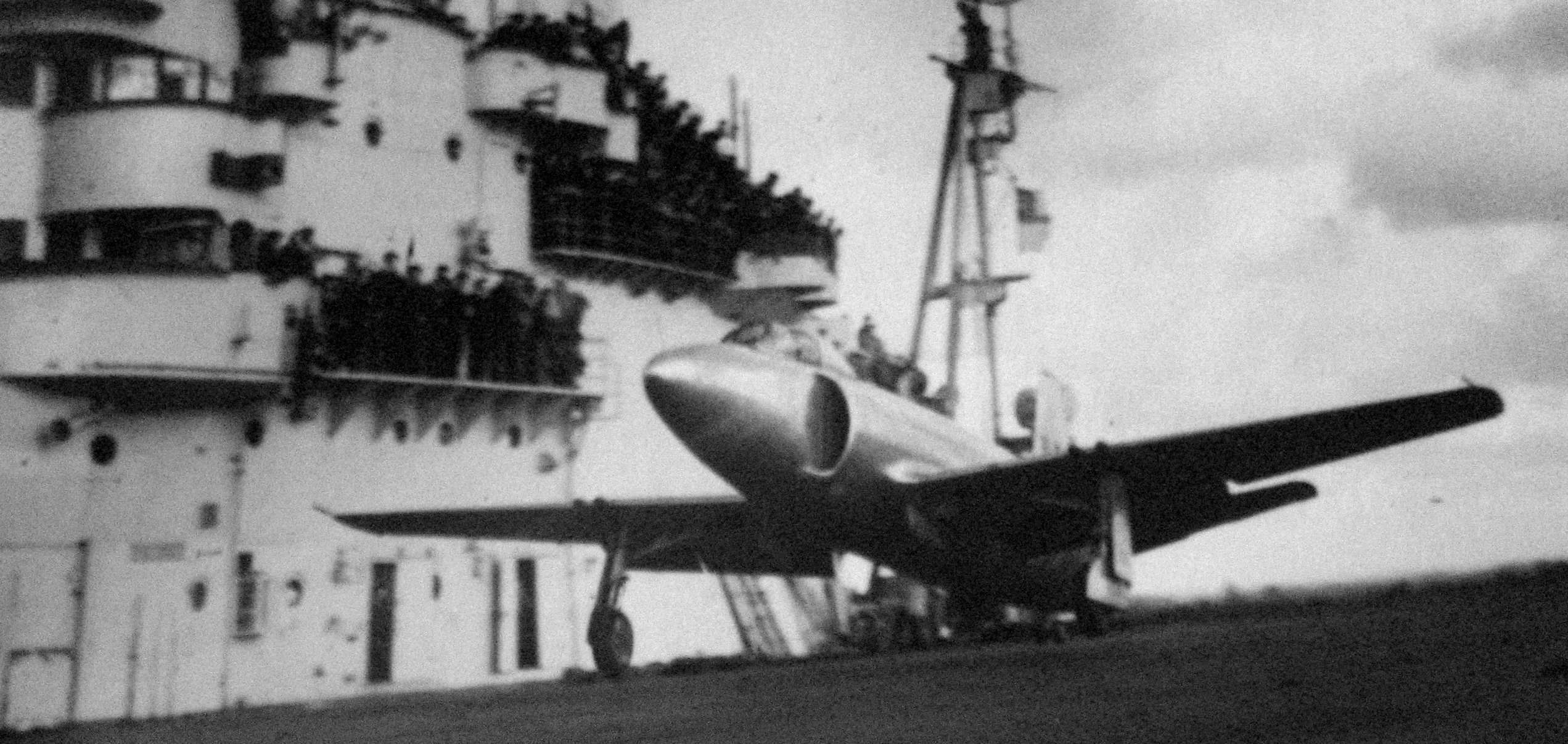
Attacker hạ cánh trên boong tàu HMS Illustrious năm 1948

- Ngày 23/5/1950, phi công thử nghiệm của hãng Vickers là Les Colquhoun, khi đang lái một chiếc Attacker F1 WA469 nhằm thử nghiệm hiệu quả của phanh khí. Khi đang bổ nhào, phần ngoài của cánh phải bị uốn lên và cánh nhỏ bị khóa. Colquhoun quyết định không nhảy khỏi máy bay và điều khiển máy bay hạ cánh tại Chilbolton, ở 90 m đường băng cuối cùng một lốp của máy bay bị nổ.[14] Colquhoun đã cứu được máy bay và ông đã được trao Huy chương George cho thành tích của mình.[15]
- Ngày 5/2/1953, 1 chiếc Attacker FB.1 WA535 xuất phát từ RNAS Stretton đã đâm xuống đất gần Winwick, Cheshire, giết chết phi công.

## Những chiếc còn sót lại
Sau khi ngừng hoạt động vào năm 1956, một chiếc Attacker số thứ tự WA473 đã được đặt trưng bày tại AHU Abbotsinch, năm 1961 nó được chuyển tới Bảo tàng Không quân Hải quân tại Somerset, Vương quốc Anh.

## Tính năng kỹ chiến thuật (F 1)
Dữ liệu lấy từ The Illustrated Encyclopedia of Aircraft’’ 

### Đặc điểm riêng
- Tổ lái: 1
- Sức chứa:
- Chiều dài: 37 ft 6 in (11,43 m)
- Sải cánh: 36 ft 11 in (11,25 m)
- Chiều cao: 9 ft 11 in (3,02 m)
- Diện tích cánh: 226 sq ft (21,0 m²)
- Trọng lượng rỗng: 8.434 lb (3.826 kg)
- Trọng lượng cất cánh: 12.211 lb (5.539 kg)
- Trọng lượng cất cánh tối đa:
- Động cơ: 1 động cơ phản lực Rolls-Royce Nene, 5.000 lbf (22 kN)

### Hiệu suất bay
- Vận tốc cực đại: 590 mph (950 km/h; 510 kn)
- Vận tốc hành trình:
- Tầm bay: 590 mi (513 nmi; 950 km)
- Trần bay: 45.000 ft (13.716 m)
- Vận tốc lên cao: 6.350 ft/min (32,3 m/s)
- Lực nâng của cánh:
- Lực đẩy/trọng lượng:

### Vũ khí
- Pháo: 4 × pháo Hispano No. 3 Mark 5 20mm

### Máy bay có cùng sự phát triển
- Supermarine Spiteful
- Supermarine Swift

### Máy bay có tính năng tương đương
- de Havilland Sea Vampire
- Hawker Sea Hawk
- McDonnell FH Phantom
- North American FJ-1 Fury
- Vought F6U Pirate
- Dassault Ouragan